# Katastrofa lotu Avensa 007
Katastrofa lotu Avensa 007 - katastrofa lotnicza, która wydarzyła się 11 marca 1983 roku w porcie lotniczym Jacinto Lara w mieście Barquisimeto w Wenezueli. McDonnell Douglas DC-9 linii lotniczych Avensa wypadł z pasa startowego po lądowaniu i eksplodował. W wypadku zginęły 23 osoby.

## Przebieg i przyczyny wypadku
Samolotem, który uległ wypadkowi był wyprodukowany w 1967 roku McDonnell Douglas DC-9-32 należący do wenezuelskich linii lotniczych Avensa, posiadający numery rejestracyjne YV-67C. Odbywał on regularny lot krajowy na trasie Caracas-Barquisimeto. Załoga wykonywała lądowanie według systemu ILS ze względu na panującą wokół portu lotniczego Jacinto Lara mgłę. DC-9 przyziemił twardo aż 1 015 metrów za progiem pasa startowego, co spowodowało oderwanie się goleni podwozia, a następnie wyjechanie poza pas startowy. Samolot eksplodował i stanął w płomieniach, w pożarze zginęły 23 osoby z 50 znajdujących się na pokładzie. Przyczynami wypadku były złe warunki pogodowe na lotnisku oraz błędne decyzje załogi podczas podejścia, w tym brak decyzji o odejściu na drugi krąg.